# 김종훈 (1967년)
김종훈(金鍾熏, 1967년 6월 22일 ~ )은 전  농림축산식품부 차관, 전라북도 부지사다.